# Leuzhof
Leuzhof ist ein Gemeindeteil der Gemeinde Insingen im Landkreis Ansbach (Mittelfranken, Bayern). Leuz liegt in der Gemarkung Lohr.

## Geographie
0,5 km südlich des Weilers fließt der Wethbach, 0,5 km nordöstlich entspringt der Wethbachgraben. Beides sind linke Zuflüsse der Tauber. Eine Gemeindeverbindungsstraße führt die Staatsstraße 2419 kreuzend nach Gebsattel (2 km östlich) bzw. zur Staatsstraße 1040 (0,5 km westlich).

## Geschichte
Leuzhof unterstand ursprünglich dem Benediktinerkloster Comburg. Später übte die Reichsstadt Rothenburg die Fraisch und Vogtei über den Ort aus.
Mit dem Gemeindeedikt (frühes 19. Jahrhundert) wurde Leuzhof dem Steuerdistrikt Gebsattel und der Ruralgemeinde Lohr zugeordnet. Im Zuge der Gebietsreform in Bayern wurde Leuzhof am 1. Mai 1978 nach Rothenburg eingemeindet.

### Einwohnerentwicklung
| Jahr      | 001818 | 001840 | 001861 | 001871 | 001885 | 001900 | 001925 | 001950 | 001961 | 001970 | 001987 |
| Einwohner | 15     | 16     | 20     | 20     | 18     | 23     | 22     | 51     | 19     | 16     | 21     |
| Häuser    | 2      | 2      |        |        | 2      | 3      | 3      | 3      | 3      |        | 3      |
| Quelle    | [ 8 ]  | [ 9 ]  | [ 10 ] | [ 11 ] | [ 12 ] | [ 13 ] | [ 14 ] | [ 15 ] | [ 16 ] | [ 17 ] | [ 1 ]  |

## Religion
Der Ort ist seit der Reformation evangelisch-lutherisch geprägt und bis heute nach St. Egydius (Lohr) gepfarrt. Die Einwohner römisch-katholischer Konfession sind nach St. Laurentius (Gebsattel) gepfarrt.

## Rundfunk
Bei Leuzhof befindet sich der UKW-Sender von Radio 8, der auf der Frequenz 104,7 MHz mit 50 W ERP betrieben wird.